# Asteroid
Asteroid é um filme estadunidense de 1997, do gênero ficção científica dirigido por Bradford May.

## Enredo
Uma  cientista descobre que diversos asteróides gigantes se desprenderam de um cometa e estão em rota de colisão com a terra.  Ela alerta as autoridades mas, antes de qualquer ação um asteróide atinge a cidade de Kansas. Após isso, é feita uma tentativa de destruir os remanescentes com jatos militares equipados com laser. Esta tentativa, no entanto, agrava ainda mais a situação pois cria uma imensa chuva de meteoritos e, como se não bastasse mais um grande asteróide se dirige para a cidade de Dallas. Entre o terror e o caos criado parece que a humanidade enfrenta seu fim.

## Elenco
- Michael Biehn.......Jack Wallach (Diretor da FEMA)
- Annabella Sciorra.......Drª. Lily McKee
- Zachary Charles.......Elliot McKee
- Don Franklin.......Ben Dodd
- Carlos Gómez.......Adam Marquez
- Michael Weatherly.......Dr. Matthew Rogers
- Jensen Daggett.......Drª. Valerie Brennan
- Denis Arndt.......President
- Anthony Zerbe.......Dr. Charles Napier
- Brian Hill.......Max